# NGC 1232
NGC 1232 es una galaxia espiral localizada a cerca de setenta y dos millones de años luz (aproximadamente 22,07 megaparsecs) de distancia en la dirección de la constelación de Erídano. Posee una magnitud aparente de 9,8, una declinación de -20º 34' 45" y una ascensión recta de 03 horas, 09 minutos y 45,1 segundos.

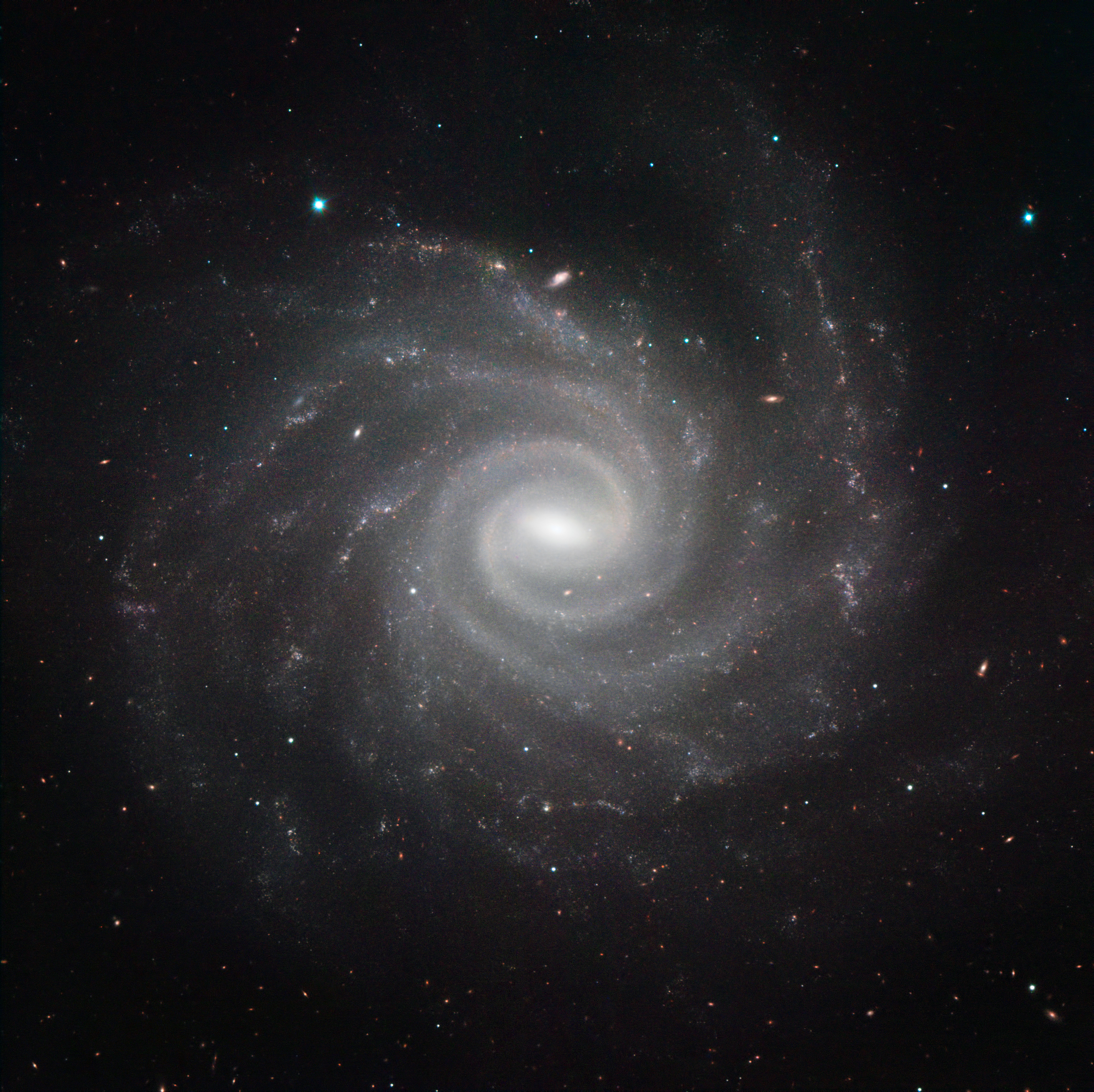
Imagen en color gris de NGC 1232.
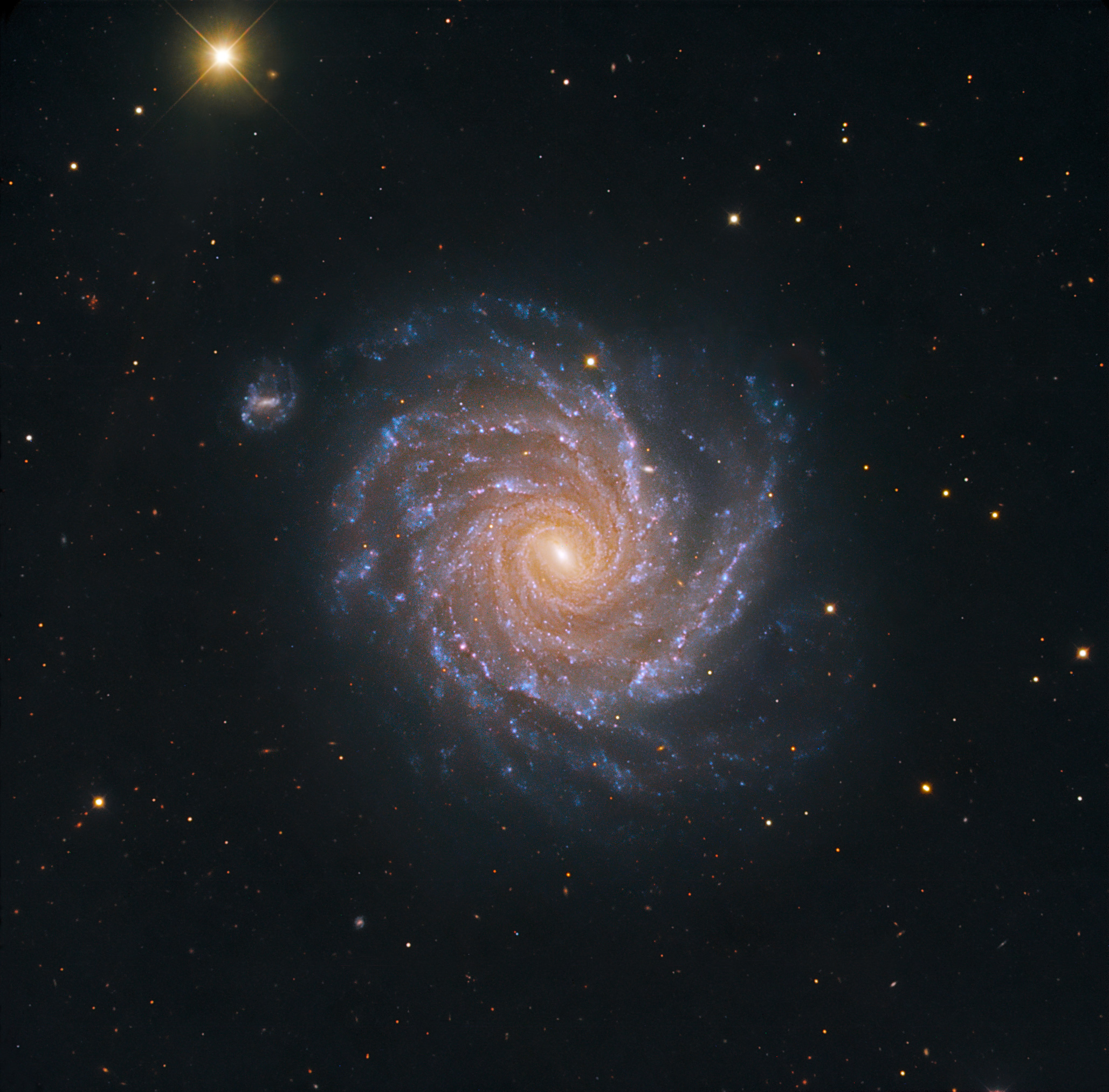
Otra imagen de NGC 1232.